# Nassima Saifi

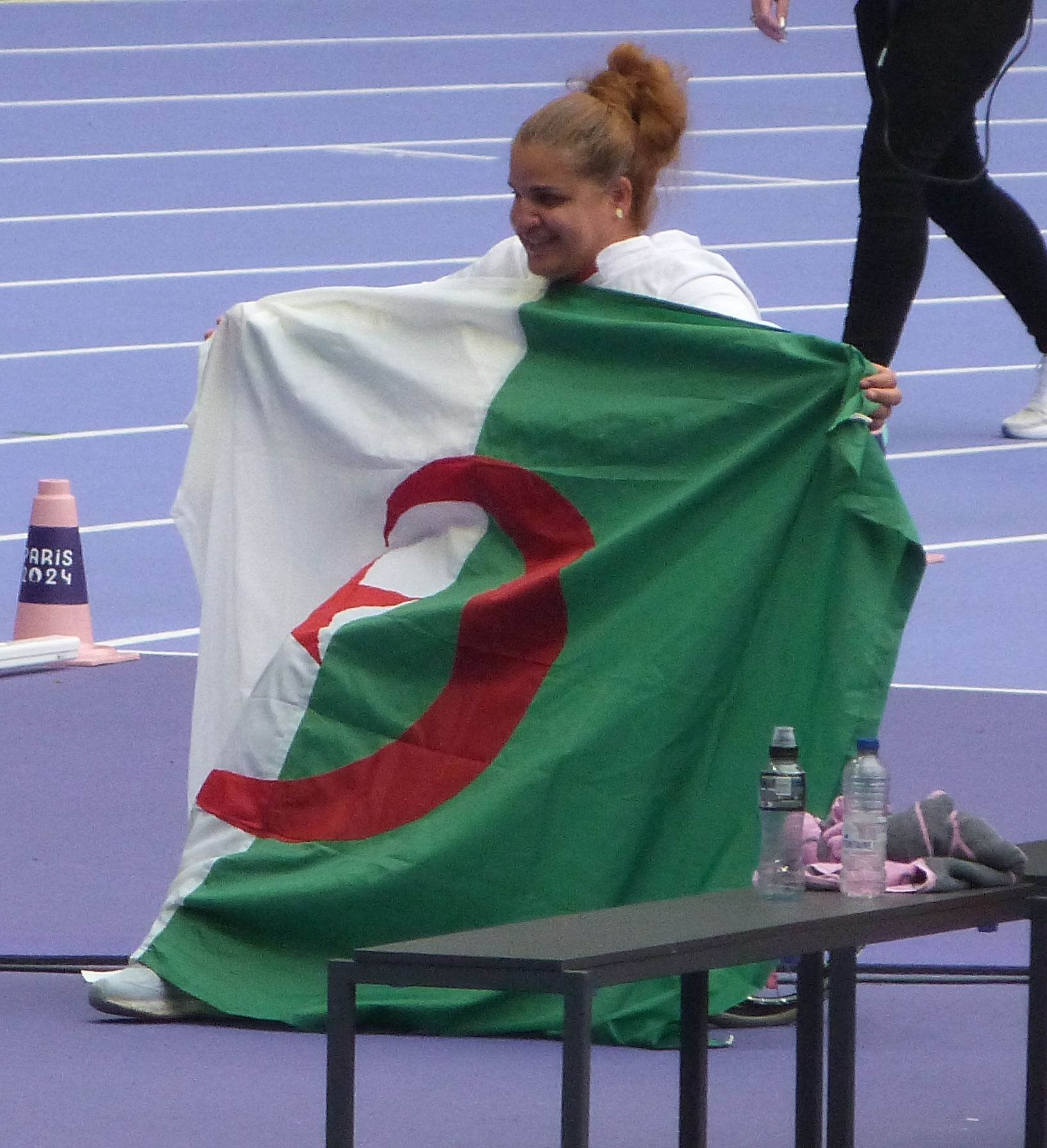

Nassima Saifi (/nɑːˈsɪmɑː saɪfiː/; sinh ngày 29 tháng 10 năm 1988) là một vận động viên Paralympic người Algérie thi đấu chủ yếu ở các nội dung ném phân loại F58. Chuyên thi đấu về ném đĩa và đẩy tạ, Saifi có 2 lần đoạt Huy chương vàng Paralympic và 3 lần là nhà vô địch thế giới.

## Lịch sử cá nhân
Saifi sinh ra ở Mila, Algérie năm 1988. Sinh ra có thể khỏe mạnh, cô bị cắt cụt chân trái sau khi bị xe đâm vào năm 1998. Cha cô, nhận ra rằng cô cần một cái gì đó để làm việc trong thời gian rảnh rỗi, đã khuyến khích cô tiếp tục sự nghiệp điền kinh. Cô tham gia câu lạc bộ Milis handisport nơi cô có thể đào tạo.

## Sự nghiệp thể thao
Nhờ sự giúp đỡ và khuyến khích của cha cô, Saifi đã ra mắt quốc tế cho Algérie tại Giải vô địch thế giới điền kinh IPC năm 2006 tại Assen. Cô bước vào cả cú đánh đưa và ném đĩa, đứng thứ năm trong cả hai. Saifi xuất hiện lần đầu tiên tại Paralympics mùa hè trong Thế vận hội 2008 ở Bắc Kinh. Cô bước vào cả cú đánh đưa và ném đĩa, hoàn thành lần lượt thứ mười và thứ tư.
Thành công quốc tế lớn đầu tiên của Saifi đã đến tại Giải vô địch thế giới điền kinh IPC năm 2011 tại thành phố Christchurch, nơi cô bước vào cả môn ném đĩa và cú ném. Mặc dù hoàn thành thứ chín trong phát bắn, cô ấy đã ném một khoảng cách 40,99 mét để giành huy chương vàng, một sự cải thiện hơn sáu mét về thành tích tốt nhất Bắc Kinh của cô ấy. Năm sau, cô xuất hiện tại Paralympic 2012 ở London, giành được vàng trong ném đĩa và đưa cô trở thành nhà vô địch thế giới và Paralympic chung.
Tại Giải vô địch thế giới IPC 2013 tại Lyon Saifi, không chỉ giữ lại danh hiệu cá dĩa của cô, mà còn giành được một huy chương đồng trong loạt bắn, huy chương đầu tiên của cô trong sự kiện ở cấp thế giới. Sự kiện cá dĩa là một mối quan hệ thân thiết với Saifi yêu cầu ném kỷ lục thế giới 42,05 mét để ghi điểm cao hơn so với Orla Barry của Ireland. Hai năm sau tại Doha, Saifi có danh hiệu ném đĩa thế giới thứ ba liên tiếp trong lớp.
Để chuẩn bị cho Paralympics, cô đã được Hocine Saadoun huấn luyện ba tiếng mỗi ngày, mỗi ngày, trừ những ngày cuối tuần. Saifi củng cố vị trí của mình như là một trong những đối thủ Paralympic lớn nhất tại Paralympic mùa hè 2016 ở Rio. Mặc dù ném tốt nhất dưới mức tốt nhất của cô ấy (cú ném chiến thắng của cô ấy là 33,33 mét), cô ấy vẫn có thể giành huy chương vàng, khiến cô ấy bất bại ở cấp độ thế giới và Paralympic kể từ năm 2011. Cô cũng lấy bạc trong bộ ảnh ít được yêu thích nhất, lần đầu tiên của cô tại Paralympics.